# Francisco Antonio Cano

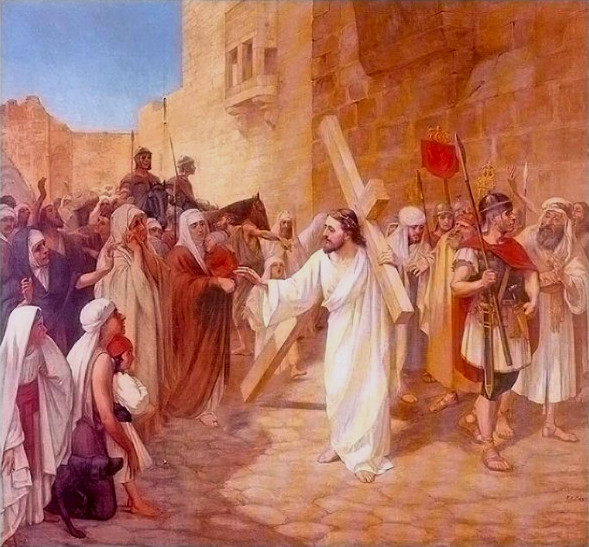
"El Cristo del Perdón", obra del Maestro Cano, exhibida en la Catedral Metropolitana de Medellín.

Francisco Antonio Cano Cardona (Yarumal, Antioquia, 24 de noviembre de 1865-Bogotá, 11 de mayo de 1935) fue un pintor, grabador, escultor y escritor colombiano del departamento de Antioquia, célebre por sus obras sobre la identidad cultural del país y de su región. Una de sus pinturas más conocidas es Horizontes, en donde expresa la llamada Colonización antioqueña (1913), que tuvo lugar durante la segunda mitad del siglo XIX y principios del XX, en la región del Eje Cafetero.
Otra de sus pinturas más famosas es el óleo Paso del Ejército Libertador por el Páramo de Pisba (1922),  que muestra a Simón Bolívar y el ejército libertador durante su travesía por la Cordillera Oriental de los Andes durante la Campaña Libertadora de 1819. La pintura fue comisionada en 1919 por la Sociedad de Embellecimiento de Bogotá y la Junta de Festejos Patrios como parte de la conmemoración del centenario de la independencia. Es un referente en la pintura del género histórico del país y se encuentra en la Casa Museo Quinta de Bolívar. La pintura también fue incluida en la primera edición de billetes de 2000 pesos colombianos, impresa en 1983, la cual muestra en el anverso el rostro de El Libertador Simón Bolívar, mientras que en el reverso se puede apreciar una reproducción de la pintura Paso del Ejército Libertador por el Páramo de Pisba.

## Biografía
Francisco Antonio Cano Cardona nació en el municipio de Yarumal (Antioquia), el 24 de noviembre de 1865. Hijo de José María Cano, un artesano y artista que ejerció la platería, la pintura, y la escultura. Cano Cardona aprendió de su padre las primeras letras, el manejo de los pinceles y el uso del buril y de la cera perdida.
Cano realizaba dibujos y viñetas para el periódico manuscrito Los Anales del Club, de Yarumal. Recibió clases de pintura de Ángel María Palomino y con Horacio Marino Rodríguez aprende técnicas de dibujo. Participa en varias exposiciones artísticas.
En 1898 viaja a Francia, donde visitó los principales museos y asistió a los cursos de la parisina Academia Julian, una academia de arte privada, fundada por Rodolphe Julian en 1867, y recibió clases con Claude Monet. Fue el fundador de la Escuela de Bellas Artes de Medellín, director y profesor de la Escuela de Bellas Artes de Bogotá. Además, director de la Litografía Nacional. Edita la revista El Repertorio Ilustrado y funda la revista Lectura y Arte. Fue miembro de la Academia Colombiana de Bellas Artes.
Cano murió en Bogotá el 11 de mayo de 1935.

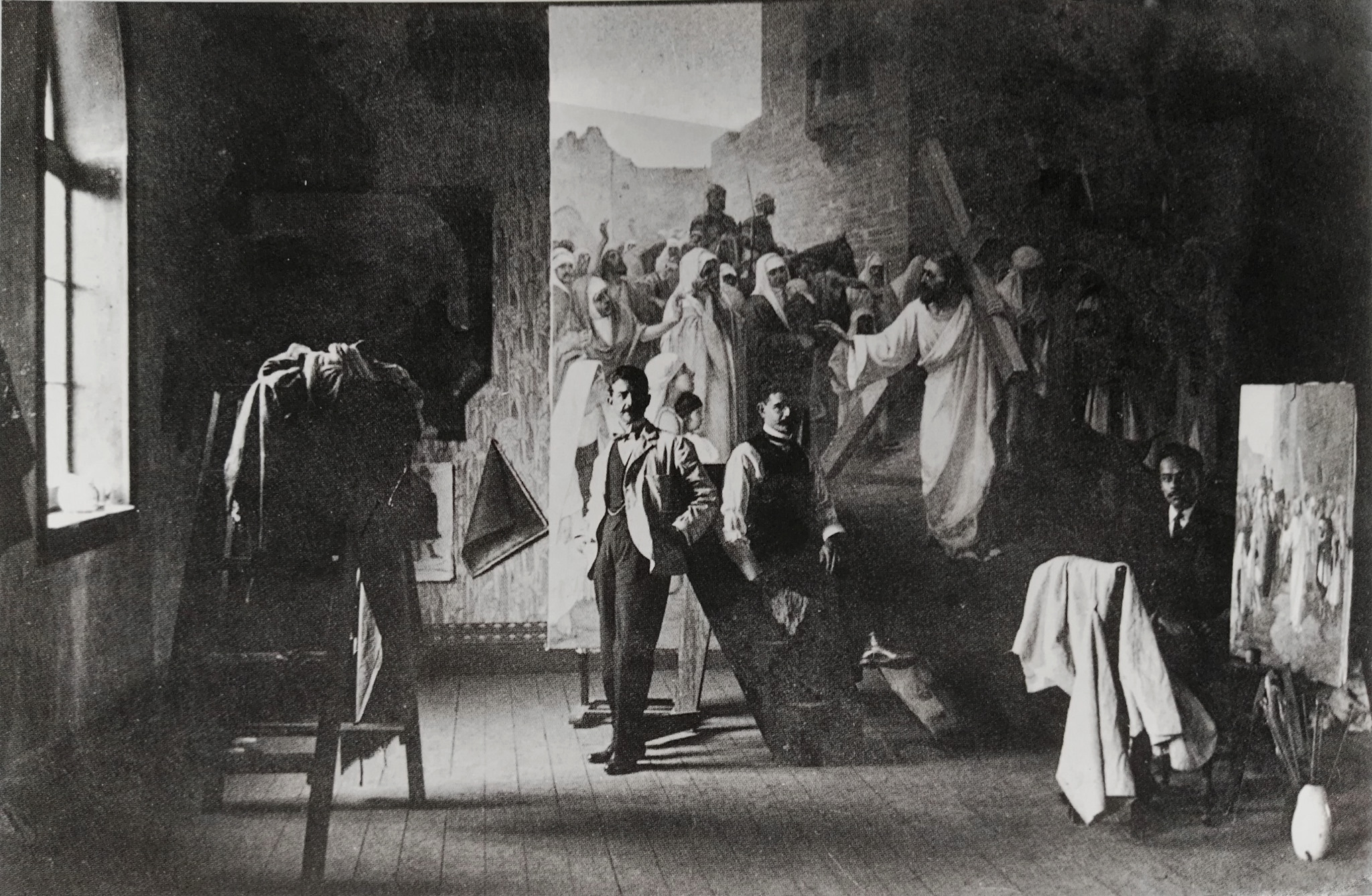
El maestro Francisco Antonio Cano con sus discípulos Constantino Carvajal y Humberto Chaves Cuervo en su estudio en Medellín, 1910.

## Obra
Entre sus óleos y acuarelas más reconocidos se encuentran: El estudio del pintor, Mariano Ospina Rodríguez, Pedro Justo Berrío, Marceliano Vélez, El apóstol Pablo, Mariano Montoya, Vasija de barro, Rafael Núñez, Bodegón de rosas, Cristo del Perdón, Fuente del observatorio, Efe Gómez, La niña de las rosas, La voluptuosidad del mar, El bautizo de Cristo, Horizontes, La virgen de los lirios, retratos de Fidel Cano y Francisco Javier Cisneros, muchos bodegones hermosos, y tres retratos de Carolina Cárdenas Núñez, su alumna en la escuela de Bellas Artes, entre otros.
Se destacan las esculturas de Pedro Justo Berrío, La fuente de la Iglesia San José, Atanasio Girardot, Rafael Núñez, La caída, Aquileo Parra.
Muchos jóvenes pintores de su tiempo, y algunos de sus alumnos, realizaron copias y plagios de sus obras.